# Minosia lynx
Minosia lynx är en spindelart som först beskrevs av Simon 1886.  Minosia lynx ingår i släktet Minosia och familjen plattbuksspindlar.
Artens utbredningsområde är Senegal. Inga underarter finns listade i Catalogue of Life.